# Heptathlon aux championnats du monde d'athlétisme 1999
Navigation
Athènes 1997 Edmonton 2001
Le concours de l'heptathlon des championnats du monde d'athlétisme 1999 s'est déroulé les 21 et 22 août 1999 au Stade olympique de Séville, en Espagne. Il est remporté par la Française Eunice Barber.

## Médaillées
| Or                  | Argent             | Bronze             |
| Eunice Barber (FRA) | Denise Lewis (GBR) | Ghada Shouaa (SYR) |

## Résultats
- En jaune : la meilleure performance par épreuve

| Rang               | Athlète              | Pays        | 100 m haies | Hauteur | Poids   | 200 m   | Longueur | Javelot | 800 m   | Total     | Notes |
| ------------------ | -------------------- | ----------- | ----------- | ------- | ------- | ------- | -------- | ------- | ------- | --------- | ----- |
| Médaille d'or      | Eunice Barber        | France      | 12 s 89     | 1,93 m  | 12,37 m | 23 s 57 | 6,86 m   | 49,88 m | 2:15.65 | 6 861 pts | NR    |
| Médaille d'argent  | Denise Lewis         | Royaume-Uni | 13 s 61     | 1,87 m  | 16,12 m | 24 s 26 | 6,64 m   | 47,44 m | 2:16.87 | 6 724 pts |       |
| Médaille de bronze | Ghada Shouaa         | Syrie       | 14 s 21     | 1,81 m  | 15,76 m | 24 s 26 | 6,04 m   | 54,82 m | 2:16.20 | 6 500 pts |       |
| 4                  | Sabine Braun         | Allemagne   | 13 s 39     | 1,81 m  | 14,67 m | 24 s 33 | 6,17 m   | 51,59 m | 2:17.43 | 6 497 pts | SB    |
| 5                  | Tiia Hautala         | Finlande    | 13 s 52     | 1,84 m  | 13,77 m | 24 s 87 | 6,25 m   | 47,61 m | 2:16.31 | 6 369 pts | PB    |
| 6                  | Karin Specht-Ertl    | Allemagne   | 13 s 83     | 1,84 m  | 13,28 m | 24 s 12 | 6,25 m   | 45,07 m | 2:16.08 | 6 317 pts |       |
| 7                  | Urszula Włodarczyk   | Pologne     | 13 s 71     | 1,81 m  | 14,55 m | 24 s 20 | 6,08 m   | 43,27 m | 2:15.95 | 6 287 pts | SB    |
| 8                  | Remigija Nazarovienė | Lituanie    | 13 s 88     | 1,75 m  | 14,58 m | 24 s 51 | 6,19 m   | 43,40 m | 2:11.35 | 6 262 pts |       |
| 9                  | Marie Collonvillé    | France      | 13 s 70     | 1,87 m  | 12,19 m | 24 s 79 | 5,97 m   | 43,23 m | 2:10.90 | 6 188 pts | SB    |
| 10                 | Natalya Roshchupkina | Russie      | 14 s 01     | 1,81 m  | 13,83 m | 23 s 89 | 5,96 m   | 40,75 m | 2:13.52 | 6 175 pts |       |
| 11                 | Shelia Burrell       | États-Unis  | 13 s 28     | 1,66 m  | 13,00 m | 23 s 52 | 5,86 m   | 45,35 m | 2:11.52 | 6 162 pts |       |
| 12                 | Magalys García       | Cuba        | 13 s 79     | 1,72 m  | 14,09 m | 23 s 98 | 5,73 m   | 49,82 m | 2:17.04 | 6 159 pts |       |
| 13                 | Irina Vostrikova     | Russie      | 13 s 76     | 1,75 m  | 15,42 m | 25 s 71 | 6,09 m   | 48,12 m | 2:20.94 | 6 153 pts |       |
| 14                 | Gertrud Bacher       | Italie      | 14 s 02     | 1,72 m  | 12,95 m | 24 s 70 | 5,87 m   | 44,71 m | 2:08.09 | 6 055 pts |       |
| 15                 | Svetlana Kazanina    | Kazakhstan  | 14 s 25     | 1,75 m  | 12,77 m | 24 s 80 | 5,85 m   | 45,01 m | 2:11.07 | 5 993 pts |       |
| 16                 | Katerina Nekolná     | Tchéquie    | 14 s 15     | 1,63 m  | 13,04 m | 25 s 00 | 5,73 m   | 46,59 m | 2:15.90 | 5 787 pts |       |
| 17                 | Nicole Haynes        | États-Unis  | 14 s 48     | 1,75 m  | 14,80 m | 25 s 25 | 5,67 m   | 37,72 m | 2:16.44 | 5 787 pts |       |
| 18                 | Catherine Bond-Mills | Canada      | 13 s 99     | 1,69 m  | 13,56 m | 25 s 19 | 5,61 m   | 37,28 m | 2:12.57 | 5 730 pts | SB    |
| —                  | Tiffany Lott-Hogan   | États-Unis  | DSQ         | 1,69 m  | 12,74 m | 25 s 08 | 5,72 m   | 47,23 m | DNS     | DNF       |       |
| —                  | Rita Ináncsi         | Hongrie     | 14 s 28     | 1,78 m  | 14,16 m | 25 s 42 | DNF      | —       | —       | DNF       |       |
| —                  | Irina Belova         | Russie      | 13 s 45     | 1,78 m  | 13,30 m | 23 s 69 | NM       | —       | —       | DNF       |       |
| —                  | Jane Jamieson        | Australie   | 14 s 34     | 1,72 m  | 13,30 m | DNS     | —        | —       | —       | DNF       |       |

## Légende
Records et Performances
- AR : Record continental (area record)
- CR : Record des championnats (championship record)
- MR : Record du meeting (meet record)
- NR : Record national (national record)
- OR : Record olympique (olympic record)
- PR : Record paralympique (paralympic record)
- PB : Record personnel (personal best)
- SB : Meilleure performance personnelle de la saison (season's best)
- WL : Meilleure performance mondiale de l'année (world leader)
- WJR : Record du monde junior (world junior record)
- WR : Record du monde (world record)

Circonstances et Conditions
- DNF : N'a pas terminé (did not finish)
- DNS : N'a pas pris le départ (did not start)
- DQ : Disqualification (disqualification)
- NM : Aucun essai valable enregistré (No Mark)
- Q : Qualifié « directement » au prochain tour (ou à la prochaine compétition), lors d'une compétition majeure, grâce au classement ou à la réalisation des minima (automatic qualifier)
- q : Qualifié au prochain tour (ou à la prochaine compétition), lors d'une compétition majeure, grâce au repêchage ou à la réalisation de l'une des meilleures performances parmi celles des « non qualifiés directement » (grâce au meilleur temps ou à la meilleure distance par exemple) (secondary qualifier)